# Peter Ihnačák
Peter Ihnačák (* 3. května 1957 Poprad, Československo) je bývalý československý hokejový útočník, který po několika úspěšných sezónách v československé hokejové lize se rozhodl zkusit štěstí v NHL, a to jedinou možnou formou - emigrací. Jeho bratrem je Miroslav Ihnačák.
Peter má syna Briana, který se také věnuje lednímu hokeji.

## Hráčská kariéra
Hokejové začátky jsou spojeny s jeho rodným městem Popradem. Nejspíše zlomovým okamžikem jeho kariéry byla základní vojenská služba, kterou strávil v Dukle Jihlava. Zde poznal trenéra Stanislava Neveselého a jak sám přiznal: „Dukla mi pomohla po všech stránkách. Získal jsem zkušenosti, začal jsem se chovat jinak než dřív. Poznal jsem skvělého trenéra Standu Neveselého - tvrdého a neúprosného chlapa, který s námi ovšem jednal na rovinu. Později mě vedli mnozí uznávaní odborníci, jenže některým z nich jsem nevěřil ani dobrý den,“ tato zkušenost mu hodně pomohla. Po vojně se nevrátil na rodné Slovensko, ale přestoupil do pražské Sparty, kde velice rychle získal stabilní místo v sestavě. I přes nesporné hokejové kvality, pokud tým Sparty cestoval do kapitalistické ciziny, Peter vzhledem k rodinným poměrům vždy musel zůstat v Praze. Šance vyzkoušet si nejuznávanější ligu světa se naskytla v roce 1982. V tomto roce MS pořádalo Finsko. Jelikož Finsko jako spřátelený stát východního bloku československé uprchlíky nepřijímalo a vracelo je zpátky do země původu, Peter byl nominován a mohl vycestovat. Nejvyšší vedení hokejové svazu nepředpokládalo, že by mohl utéci. Ale skutečnost byla jiná. Přes náhradní pas a odjezd trajektem do Švédska se mu podařilo i s pomocí vedení klubu Toronto Maple Leafs odjet do Kanady.
O jeho šikovnosti svědčí i to, že hned v první sezóně v NHL odehrál téměř všechny zápasy a s 66 body vytvořil nováčkovský rekord „Maple Leafs“. V týmu vydržel plných 8 sezón, když poslední dvě se již neodvíjely dle jeho představ. Podstatnou část sezóny 1988-89 strávil v soutěži AHL, kde hrál za tým Newmarket Saints. Celkem odehrál v NHL v základní části 417 zápasů s bilancí 102 vstřelených gólů a 165 nahrávek.
V 33 letech se vrátil hrát hokej do Evropy (sezóna 1990-1991), když jeho cesta začala v německém Freiburgu. Na konci sezóny 1991-1992 odehrál jeden zápas za švýcarský EHC Kloten, následující sezónu začal v klubu HC Ajoie, ale v prosinci 1992 přišel přestup do Krefeldu. I přes pokročilý věk si vedl úspěšně, spolu s Petrem Břízou a Eduardem Uvírou hrál dokonce za výběr německé ligy na Německém poháru 1994. Po sezóně 1996-1997 v Krefeldu ukončil Ihnačák aktivní kariéru.
V reprezentaci odehrál 24 zápasů, ve kterých vstřelil 8 gólů.

## Trenérská kariéra
Po skončení hráčské kariéry zůstal u hokeje, kde aktuálně pracuje jako skaut Washingtonu se zaměřením na sledování evropských hráčů. Bezprostředně po ukončení hráčské kariéry trénoval v Německu.